# Aad de Jong

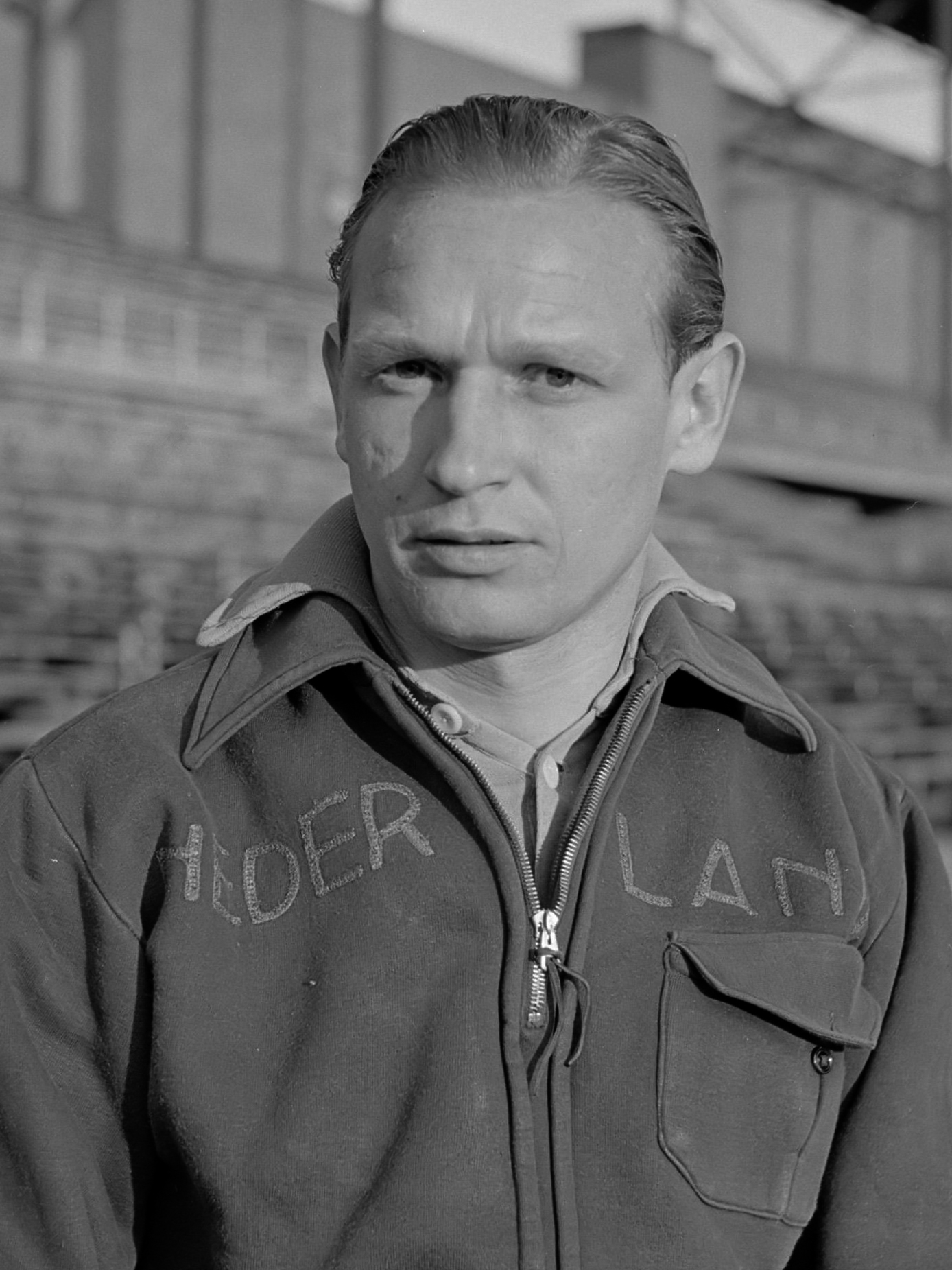
Aad de Jong (1951)

Aad de Jong (* 1. Dezember 1921 in Den Haag; † 29. August 2003 in Zevenbergen) war ein niederländischer Fußballspieler. Er spielte für ADO Den Haag und wurde fünfmal in der Nationalmannschaft eingesetzt.

## Karriere
De Jong wurde mit acht Jahren Mitglied von ADO; mit 16 stand er erstmals in der ersten Elf der Haager. Er gehörte Anfang der 1940er Jahre zur Stammelf von ADO. Zweimal in Folge, 1942 und 1943, wurde dies Team – in dem neben dem linken Verteidiger de Jong unter anderem Gerrit Vreeken, die Nationalspieler Herman Choufoer (als Mannschaftskapitän) und André Roosenburg sowie der spätere ADO-Trainer Rinus Loof standen – Niederländischer Meister. Achtzehn Spielzeiten blieb er ADO treu; der Verein ernannte ihn zum Ehrenmitglied. Nach dem Ende seiner aktiven Laufbahn arbeitete er als Trainer bei HBS Craeyenhout und Quick Den Haag.

### Nationalmannschaft
Erst drei Wochen vor seinem 29. Geburtstag gab de Jong sein Debüt in der Oranje Elftal – zu Zeiten, in denen viele seiner Mannschaftskameraden wie Vreeken, Bram Appel, Theo Timmermans und Toon Bauman bereits als Profis nach Frankreich gegangen oder auf dem Sprung dahin waren. Die niederländische Abwehrreihe am 12. November 1950 – mit de Jong, Sjef Mertens in seinem einzigen Länderspiel und Jan van Schijndel – ließ in diesem Spiel allerdings zu, dass Torhüter Piet Kraak siebenmal hinter sich greifen musste. 2:7 endete die Partie in Antwerpen gegen Belgien. Einer 2:5-Niederlage in Frankreich folgte ein 5:4 erneut gegen Belgien. Bei zwei weiteren Niederlagen stand de Jong in der Oranje-Deckung, einige weitere Male saß er als Auswechselspieler auf der Bank. In seinem letzten Spiel, im April 1952 wiederum in Belgien, war der spätere belgische Nationaltrainer Guy Thijs sein direkter Gegenspieler.